# Arung Ayam
Arung Ayam is een bestuurslaag in het regentschap Natuna van de provincie Riouwarchipel, Indonesië. Arung Ayam telt 812 inwoners (volkstelling 2010).